# Opatství Clervaux
Opatství svatého Mořice a svatého Maura v Clervaux (francouzsky Abbaye Saint-Maurice et Saint-Maur de Clervaux) je benediktinský mužský klášter v Lucembursku. Nachází se ve městě Clervaux ve stejnojmenném kantonu. Patří k Solesmeské kongregaci. 
Zdejší řeholní komunita navazuje na francouzské opatství Glanfeuil, které existovalo od 7. století do roku 1790. V roce 1890 je obnovil Louis-Charles Couturier, avšak roku 1901 byli mniši z Francie vypovězeni a hledali azyl v Belgii a Lucembursku. Nové sídlo opatství v Clervaux postavil v letech 1908–1910 v novorománském slohu nizozemský architekt Johannes Franciscus Klomp. Dominantou areálu je zvonice v clunyjském stylu, vysoká 65 metrů. Na výzdobě se podíleli malíři René de Cramer a Nicolas Untersteller. 
Prvním opatem byl Paul Renaudin. V roce 1923 klášter navštívil spisovatel Halldór Laxness a rozhodl se konvertovat ke katolictví. Pobývali zde také Paul Claudel a Georges Lentz. Komunita v Clervaux se zasloužila o udržování tradice gregoriánského chorálu, zdejším mnichem byl skladatel liturgické hudby Paul Benoit. V letech 1937 až 1946 bylo Clervaux územním opatstvím. 
Za druhé světové války opatství obsadili nacisté a přestavěli je na výcvikové středisko Hitlerjugend, po válce se mniši vrátili a obnovili původní vzhled budov. V letech 2008 až 2009 proběhla rozsáhlá rekonstrukce opatství a kostel byl vybaven podlahovým vytápěním. Žije zde stabilně dvanáct mnichů, kteří podle Řehole svatého Benedikta tráví čas rozjímáním a prací, sedmkrát denně probíhá společná modlitba. Veřejnosti je přístupné pouze předhradí a kostel s kryptou. V kostele se nachází oltář od Philippe Kaeppelina a varhany od firmy Mutin-Cavaillé-Coll.